# 安相洙
安 相洙（アン・サンス、1946年5月28日 - ）は、大韓民国の政治家。仁川広域市長（民選3・4期）、第15・19・20代国会議員。
本貫は順興安氏。

## 経歴
1946年5月28日、忠清南道瑞山郡（現・泰安郡）生まれ。ソウル大学校卒業後、東洋総合金融証券取締役、LGユープラス取締役などを歴任。トロイ大学経営学修士。
忠南の田舎で誕生したが、初等学校在学後、仁川の叔母の家に常駐し、大きな都市に留学することになり、その縁故で政界入門後、仁川地域に立候補することになった影響となった。
1996年4月に行われた、第15代総選挙で仁川広域市桂陽区・江華郡甲から新韓国党候補として出馬したが、新政治国民会議候補の李基文に敗れた。1998年に行われた、第2回全国同時地方選挙で仁川広域市長選に立候補するが、自由民主連合候補の崔箕善に敗れた。
1998年6月3日に、第15代総選挙で当選した李基文が当選無効となったために行われた、補欠選挙にハンナラ党（新韓国党が1997年に党名改称した政党）から出馬し、当選した。
2000年4月に行われた、第16代総選挙で再選を目指しハンナラ党から出馬するが、新千年民主党候補の宋永吉に敗れ落選した。
2002年に行われた、第3回全国同時地方選挙で仁川広域市長選に立候補し、当選した。2005年に訪朝し、平壌市と共同で2014年アジア競技大会を誘致すると表明した。2006年第4回全国同時地方選挙でも再選するが、3期目を目指し立候補した2010年第5回全国同時地方選挙で民主党候補の宋永吉に敗れ落選した。任期中には、月尾銀河レールを建設するが手抜き工事のため運行できないままとなるなど、ばら撒き事業で仁川市の予算対する負債率は39％に達し、公務員の給料の支払いが遅れる事態となった。2012年8月にはセヌリ党の全党大会で第18代大統領選候補に立候補したが、朴槿恵が選出され、安は最下位に終わった。
2015年に、仁川市西区江華郡甲で当選したセヌリ党の安徳寿が失職したことにより、セヌリ党から立候補し、当選した。
2016年4月に行われた、第20代総選挙で仁川広域市中区・東区・江華郡・甕津郡から無所属で立候補し、当選した。同年6月にセヌリ党に復党した。
2020年4月に行われた、第21代総選挙で仁川広域市東区・弥鄒忽区甲で未来統合党から出馬するが3位で落選した。元々は激戦区の桂陽区甲から出馬すると宣言したが、未来統合党の戦略によりこの選挙区からの出馬となった。
2021年7月1日、第20代大統領選挙の国民の力の党内選挙出馬宣言をしたが、中途脱落した。以後は党内予備選挙の競争者であった洪準杓への支持を表明し、洪の選挙本部の共同選挙対策委員長に委嘱されたが、洪も最終結果発表段階で尹錫悦に敗れた。
しかし、大統領選挙の国民の力の党内選挙の過程において広報代行業者に約1億ウォンを渡したという理由で、2022年4月に公職選挙法違反の疑いで検察部門に起訴された。その後、裁判所は検察側が請求した拘束令状を却下したため、安は6月に実施される第8回全国同時地方選挙で、12年ぶりに市長職復帰を目標に仁川広域市長出馬を宣言し、選挙活動を行なったが、同年5月の党内選挙で劉正福に敗れ、出馬を断念した。
その後、安が2022年大統領選挙の国民の力の党内候補者選挙の際、第21代総選挙で同じ選挙区から当選した議員が総選挙の時に世論操作を行ったという虚偽な情報をマスコミに流布させるように、当選議員の知人である上記の広報代行会社の代表に1億1,300万ウォンの金品を提供した疑いに対し、有罪の判決が出た。2023年9月8日、仁川地方法院刑事裁判部は安に対し、公職選挙法違反の疑いで懲役1年6か月、執行猶予2年の判決を言い渡した。また、同じ容疑で主犯格とされる安の後妻も懲役1年6ヶ月の刑を受け、法廷で拘束された。

## エピソード
先妻とは1983年に結婚した。もやもや病を患う妻は結婚の翌年に脳卒中で倒れて回復したが、1999年にまた倒れて植物人間となり、2010年11月に死去した。その後、大邱出身の女性と再婚した。
政治家の安商守とはハングル表記が同じであるのに加え、出生年、出身校、所属党派も同じであるため、韓国ではよく混同される。